# Tiemenguan Shuiku
Tiemenguan Shuiku är en reservoar i Kina. Den ligger i den autonoma regionen Xinjiang, i den nordvästra delen av landet, omkring 240 kilometer sydväst om regionhuvudstaden Ürümqi. Tiemenguan Shuiku ligger 1 050 meter över havet. Trakten runt Tiemenguan Shuiku består i huvudsak av gräsmarker.
Genomsnittlig årsnederbörd är 110 millimeter. Den regnigaste månaden är juni, med i genomsnitt 40 mm nederbörd, och den torraste är mars, med 2 mm nederbörd.